# Thé blanc
Le thé blanc est un thé légèrement oxydé, environ 12 %, selon la méthode traditionnelle, originaire du Fujian. Après le thé vert, c'est donc le thé qui connaît l'oxydation la plus faible le plaçant ainsi entre le thé vert et le thé bleu (ou Oolong). Ses crus traditionnels sont rares et souvent coûteux, en particulier le Baihao Yinzhen composé exclusivement de bourgeons.

## Histoire
Selon l'analyse de textes de l'époque de la dynastie Ming, il semble que la méthode de fabrication des thés blancs soit pratiquée dès cette période, puisque des livres du XVIe siècle font référence à un thé obtenu à partir de feuilles séchées au soleil et non roulées, dont la qualité dépasserait celle du thé traditionnel, chauffé. 
Le grand cru du thé blanc, le Baihao Yinzhen, est attesté dès la fin du XVIIIe siècle, sous la dynastie Qing, mais les bourgeons utilisés sont alors moins longs et duveteux que de nos jours. Avec l'introduction du cultivar Dabai en 1857, la qualité s'améliore et la méthode moderne de fabrication du thé blanc est fixée en 1885. Les thés blancs deviennent alors une production de qualité, recherchée par les connaisseurs qui délaissent la production de masse de piètre qualité qui apparaît alors (notamment en raison du développement des plantations des colonies britanniques et hollandaises), et ils s'exportent vers les communautés chinoises d'Asie du sud-est et aussi l'Europe où ils rencontrent un certain succès. Puis dans les années 1920, afin de répondre à cette demande croissante en thé blanc à laquelle une production de haute qualité ne peut répondre, la culture et la fabrication du Baimudan se développent à Jianyang puis Zhenghe, voyant l'introduction de feuilles de thé dans le processus de fabrication des thés blancs, et étant exportés jusqu'en Angleterre. Dans les années 1960 ce thé est adopté dans les régions de Songxi et Fuding et de nouvelles méthodes de fabrication apparaissent encore pour développer la production, incorporant des feuilles parfois récoltées tardivement dans l'année,.

## Lieux de production et variétés
Le thé blanc est historiquement une production du Fujian, qui est l'une des principales provinces chinoises productrices de thé, et plus particulièrement des circonscriptions de Fuding, Zhenghe, Jianyang et Songxi. 
On y fait pousser les cultivars plus particulièrement employés pour la production de ce thé, qui est dominée par deux grands crus :
- Baihao Yinzhen 白毫银镇, les « Aiguilles d'argent aux poils blancs », qui doit son nom au fait qu'il se présente sous la forme de bourgeons en forme d'aiguilles, enveloppés dans un duvet blanc abondant[5] ;
- Baimudan 白牡丹, « Pivoine blanche », qui doit son nom à son cultivar[4].

D'autres variétés de thé blanc produites au Fujian sont le Gong Mei, « Sourcils du tribut », et le Shoumei, « Sourcils de longévité ».
Du thé blanc, parfois aussi appelé « Aiguilles d'argent », est produit en dehors du Fujian, en Chine (Anhui, Yunnan), à Taïwan, mais aussi au Sri Lanka, ainsi qu'en France (île de la Réunion), en Inde (notamment du Darjeeling) ou au  Népal (jardin de Guranse),.
Des bourgeons employés pour du thé blanc peuvent aussi être employés pour fabriquer des thés parfumés au jasmin de grande qualité, ayant l'appellation Aiguilles d'argent.

## Cultivars et récoltes
Les variétés de cultivars employées pour produire les thés blancs produisent des feuilles épaisses et longues, à même de fournir les gros bourgeons duveteux caractérisant le thé blanc. Les cultivars servant à produire les thés blancs de grande qualité comprenant des bourgeons épais et velus, les Dabai, « Grand blanc », type de Camellia sinensis var. sinensis, avec le Fuding Dabai, introduit en 1857 et qui est la variété classique pour produire ce thé de luxe, ainsi que le Zhenghe Dabai ; les cultivars Dahao, « Grand duvet », également répartis entre variétés de Fuding et de Zhenghe. On trouve aussi des cultivars servant à produire les thés blancs en feuilles, comme le Shaobaihao ou Xiaobai, « Petite blanche »,.
Les méthodes de récolte divergent selon les cultivars et thés produits. Le Baihao Yinzhen est produit exclusivement à partir des bourgeons tendres récoltés sur des cultivars Dabai et Dahao,. Le Baimudan de qualité supérieure est produit à partir des deux premières feuilles et de bourgeons laissés par la première récolte de Baihao Yinzhen, à partir de Dabai, et ceux de moindre qualité le sont avec le cultivar de type Xiaobai,, qui sont aussi employés pour un autre type de thé blanc, le Gong Mei. Le Shou Mei est quant à lui produit à partir de grosses feuilles de Fuding Dahao, avec parfois l'ajout de quelques bourgeons.
Les thés blancs sont produits à partir de bourgeons et feuilles récoltés au printemps. Les bourgeons destinés au Baihao Yinzhen sont récoltés au tout début du printemps, avant le 15 mars dans cette région subtropicale, pendant quelques jours. La récolte pour le Baimudan débute ensuite, et s'achève autour du 10 avril. Puis commencent les récoltes pour les autres thés blancs (Gong Mei et Shou Mei), qui sont en général achevées à la mi-mai.

## Méthode de fabrication
La production de thé blanc a pour particularité de ne pas détruire les enzymes qui provoquent l'oxydation des feuilles de thé. Elle repose sur un flétrissage des feuilles exposées à l'extérieur au soleil, ou bien dans un espace intérieur sur des nattes de bambou, puis une dessiccation là encore réalisée au soleil, ou bien dans des fours chauffés à 40-50°C au plus, ou encore sur un feu de charbon, doux et prolongé. Les bourgeons et feuilles ne sont pas roulés et préservent ainsi leur forme et leur duvet, ce qui leur donne un aspect naturel. Il n'y a donc aucun procédé qui entraîne une oxydation rapide comme dans la production des autres thés, et celle-ci n'est donc que très légère et lente, à un rythme naturel. Cela explique pourquoi les feuilles de thé blanc peuvent prendre des aspects divers, certaines restant vertes tandis que d'autres brunissent plus,. Certains thés blancs sont compressés en galettes, comme cela se fait pour les thés sombres Pu'er, suivant des techniques similaires à la production de ces derniers. L'oxydation n'ayant pas été stoppée, les enzymes peuvent se réactiver et faire évoluer les thés en fonction de l'humidité et de la chaleur.

## Préparation et dégustation
Le thé blanc se prépare dans une eau plus basse que les autres thés afin de mieux libérer les acides aminés, de 80 à 85°C, mais pas moins sinon son goût ne sera pas assez prononcé. Étant donné qu'il n'a pas fait l'objet d'une transformation poussée, il doit infuser plus longtemps que les autres thés afin de libérer ses arômes, puisqu'on conseille parfois d'aller jusqu'à cinq voire dix minutes, mais d'autres recommandent des infusions courtes et répétées ; selon M. et R. Heiss il faut plutôt privilégier deux à trois minutes pour les bons Baihao Yinzhen et Baimudan, avec la possibilité de faire plusieurs infusions successives. La consommation traditionnelle d'un thé blanc de qualité se fait dans une tasse de type zhong/gaiwan, ou bien dans une théière en porcelaine.
Le thé blanc donne une infusion claire, tirant souvent de l'orange pâle au cuivre, le miel clair pour le Baihao Yinzhen, et son goût porte en lui l'influence du flétrissage. Selon M. et R. Heiss, « le thé blanc est doux et riche, avec des arômes et des saveurs discrets qui suggèrent le miel, les châtaignes, le toast, les abricots et le riz brun ». Pour K. Rougeventre, le Baihao Yinzhen « libère des notes délicatement fleuries » et sa « saveur douce et soyeuse (...) accompagne admirablement les plats légers et fruits de mer. ».
Le thé blanc est un thé de niche, peu connu, dont la production et la consommation restent marginales par rapport aux thés verts, noirs ou wulong ; ainsi sur les 2 095 717 tonnes des thés produits en Chine en 2014 selon la FAO, les thés blancs ne constituent que 17 287 tonnes.

## Effets sur la santé
Le thé blanc est réputé pour ses vertus diététiques. Il est riche en anti-oxydants, parce qu'il est peu transformé, et aussi dans le cas du Baihao Yinzhen parce qu'il est composé uniquement des sommets de la ramille, qui sont les plus riches. 
Des études in vitro ont montré qu'il permet d'inhiber la production de cellules graisseuses. Mais il est trop tôt pour en tirer des conclusions sur ses effets en tant qu'aliment. ,.

### Articles liés
- Thé
- Thé en Chine